# Sergei Grigorjewitsch Tschebanow
Sergei Grigorjewitsch Tschebanow (russisch Сергей Григорьевич Чебанов, wiss. Transliteration Sergej Grigor'evič Čebanov; * 19. Oktober 1898 in Sankt Petersburg; † 2. Dezember 1965 Leningrad) war ein russischer Militärarzt und Linguist.

## Leben
Als Soldat der Roten Armee studierte er um 1920 an der Militärisch-Medizinischen Akademie in Petrograd; dabei spezialisierte er sich auf Hals-Nasen-Ohren-Heilkunde. Schon in dieser Zeit entwickelte er Interesse auch an der Linguistik. 1938 besuchte er die Militär-Medizinische Akademie in Leningrad. In den 40er Jahren promovierte er zum Doktor, habilitierte sich als Professor und stieg damit in den Dienstgrad eines Oberstleutnants auf. 1963 schied er aus dem Dienst aus.

## Bedeutung für die Quantitative Linguistik
Tschebanow hat als Linguist eine besondere Bedeutung für die Quantitative Linguistik. Er hielt Ende 1940 einige Vorträge über die Bedeutung der Poisson-Verteilung als Sprachgesetz und stieß damit auf heftigen Widerspruch von Linguisten. Erst 1947 konnte er auf Vermittlung des Mathematikers Andrei Kolmogorow seine Ideen über die Poisson-Verteilung als Gesetz der Verteilung von Wortlängen in einer Zeitschrift veröffentlichen. Es ist einer der frühen Versuche, für sprachliche Befunde ein mathematisch formuliertes Gesetz aufzustellen. Der Aachener Physiker Wilhelm Fucks machte – vermutlich ohne etwas von Tschebanow zu wissen – 1955 die gleiche Entdeckung noch einmal.
In der Quantitativen Linguistik spricht man deshalb unter anderem von der „Tschebanow-Fucksschen Verteilung“ bzw. von der „Tschebanow-Fucksschen-Funktion“. (In der Fachliteratur in der Schreibung: „Čebanov-Fucks“.) 
Verallgemeinerungen der Theorie in der späteren Entwicklung haben dazu geführt, dass diese Begrifflichkeit inzwischen nicht mehr aufrechterhalten wird. Es ist aber sein bleibendes Verdienst, dass Tschebanow einer der ersten war, der die moderne Quantitative Linguistik um den Vorschlag für ein mathematisch formuliertes Sprachgesetz bereichert hat. Er scheint überhaupt als erster ein Modell für die Verteilung von Wortlängen in Texten vorgeschlagen zu haben.